# 陈斌强
陈斌强（1976年—），男，汉族，浙江磐安人，中华人民共和国教师，因照顾患有老年痴呆症的母亲而闻名。

## 生平
陈斌强出生在磐安县安文镇后坞村，七岁时父亲遭遇车祸去世。初中毕业，陈斌强顺利考进了义乌师范学校，从学校出来后，成为了一名老师。2007年，陈斌强的母亲得了老年痴呆症。陈斌强家在县城，工作的地点却在农村。为了照顾母亲，陈斌强每个礼拜在骑摩托车上班的时候都会把母亲绑在摩托车后面，带着母亲去上课。陈斌强坚持了五年，一直到2012年。2012年10月31日，陈斌强被调到县城工作。

## 荣誉
2013年2月19日，“感动中国2012年度人物评选”颁奖典礼在中央电视台综合频道播出，他被选为年度人物。
2013年9月，陈斌强成为第四届全国道德模范。